# Wikibesedilo
Wikibesedilo ali wiki markup je razširljivi lahki označevalni jezik, ki se uporablja za pisanje strani na spletnih straneh wiki kot je Wikipedija. Njegov osnovni namen je, da se s pomočjo programske opreme wiki pretvori v HTML.
Za ta jezik ni splošno sprejetega standarda. Skladnja, struktura, ključne besede in tako dalje so odvisne od programske opreme wiki, ki se uporablja na določenem spletišču. Npr., vsi jeziki wikibesedila imajo preprost način za hiperpovezovanje na druge strani znotraj spletišča, ampak obstaja več različnih dogovorov o skladnji teh povezav. Veliko wikijev, še posebno tisti zgodnejši, uporabljajo CamelCase za označevanje besed, ki morajo biti avtomatsko povezane. V MediaWiki je ta dogovor nadomeščen z označevalnikom [[…]], ki ga Wikipedija imenuje »free links«.
Različno programje Wiki lahko znotraj wikibesedila podpira različno množico elementov HTML. V nekaterih primerih lahko posamezne wiki strani skonfigurirajo dovoljene elemente HTML. MediaWiki podpira večino splošnih označevalnikov HTML.